# ウゴル諸語

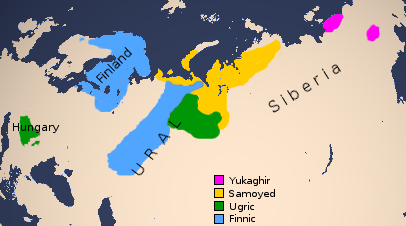
ウゴル諸語の地理的分布（緑色）

ウゴル諸語（ウゴルしょご、Ugric, Ugrian languages）とは、ウラル語族の下位区分、フィン・ウゴル語派に属する言語のグループ。「ウゴル」の名は地名ユグラに由来する。話者の人種構成はコーカソイドとモンゴロイドの混合人種に属す。
ウゴル諸語には3つの言語が含まれる。ハンガリー語（Magyar）、ハンティ語（Khanty, 旧称オスチャーク語）、マンシ語（Mansi, 旧称ヴォグル語）である。ハンティ語、マンシ語はオビ・ウゴル諸語と呼ばれることもある。ウゴル諸語の祖語は紀元前3世紀から紀元前1世紀前半の間、シベリアの西部地域の、ウラル山脈の中南部から東側の草原地域で話されていたと伝われている。

## 構造的特徴
- 動詞の活用において、自動詞と他動詞で異なる活用体系を持つ。前者を「不定活用」、後者を「定活用」と呼ぶ場合もある。すなわち、目的語が限定されている場合、動詞は「定活用」の変化形に、自動詞、目的語が限定されていない場合は「不定活用」の変化形となる。
- 動詞に様々な意味（具体的または、抽象的）を付加する接頭辞の存在。

マンシ語の動詞接頭辞の例
ēl(a) - 「前へ、先へ、離れて」
| jōm「行く」   | ēl-jōm「離れて行く、先へ進む」 |
| tinal「売る」 | ēl-tinal「安く売り払う」       |

χot - 「あるものから離れて行く方向や、動作を強調するニュアンスの接頭辞」
| min「行く」    | χot-min「去る、止まる」          |
| roχt「恐れる」 | χot-roχt「何かに突然恐れを抱く」 |

ハンガリー語の動詞接頭辞の例
el - 「離れて」
| ugrik 「跳ぶ」      | elugrik 「跳び退く」          |
| mosolyog 「微笑む」 | elmosolyodik 「微笑み始める」 |

ki - 「外に」
| ugrik 「跳ぶ」 | kiugrik 「跳び出す」 |
| olvas 「読む」 | kiolvas 「読みきる」 |

（ハンガリー語の例では、接尾辞のつかない活用形である3人称単数形の形を挙げている。）